# كيايفر سايكس
كيايفر سايكس (بالإنجليزية: Keifer Sykes)‏ مواليد 30 ديسمبر 1993 في شيكاغو، هو لاعب كرة سلة أمريكي. بدأ مسيرته الاحترافية في سنة 2015. يلعب مع نادي أنيانغ لكرة السلة في الدوري الكوري لكرة السلة كلاعب هجوم خلفي. يحمل الرقم 28. يبلغ طوله 5 قدم 11 بوصة (1.8 م).

## روابط خارجية
- كيايفر سايكس على موقع إن بي أي (الإنجليزية)
- كيايفر سايكس على موقع سبورتس رفرنس (الإنجليزية)
- كيايفر سايكس على موقع كرة السلة الأوروبية.كوم (الإنجليزية)
- كيايفر سايكس على موقع كلية كرة السلة في سبورتس رفرنس.كوم (الإنجليزية)
- كيايفر سايكس على موقع ريلجم (الإنجليزية)
- كيايفر سايكس على موقع بروبوليرز (الإنجليزية)
- كيايفر سايكس على موقع سبورتس رفرنس (الإنجليزية)
- كيايفر سايكس على موقع سبورتس رفرنس (الإنجليزية)